# Cam Pipes
Cameron "Cam" Pipes je kandaski heavy metal glazbenik, koji je nastupao kao glavni vokalist kanadskog heavy metal sastava 3 Inches of Blood. Pipes je bio jedini član sastava koji je sudjelovao na svakom albumu, iako nije bilo izvorni član sastava.
Pipesovi prvi uzori bili su: Iron Maiden, Twisted Sister, Led Zeppelin, Deep Purple, Accept i klasična glazba.
Pipes je također privremeno svirao bas-gitaru za black metal-sastav Allfather.
Također je gostovao u animiranoj seriji Metalocalypse.

## Diskografija
3 Inches of Blood
- Battlecry Under a Wintersun (2002.)
- Advance and Vanquish (2004.)
- Fire Up the Blades (2007.)
- Here Waits Thy Doom (2009.)
- Long Live Heavy Metal (2012.)